# Amt Auenland Südholstein
La comunità amministrativa di Auenland Südholstein (Amt Auenland Südholstein) si trova nel circondario di Segeberg nello Schleswig-Holstein, in Germania.
Fino al 31 marzo 2022 l'ente si chiamava Amt Kaltenkirchen-Land con sede nella città di Kaltenkirchen, esterna al territorio della comunità amministrativa.

## Suddivisione
Comprende 6 comuni:
1. Alveslohe (2 786)
2. Hartenholm (1 930)
3. Hasenmoor (743)
4. Lentföhrden (2 651)
5. Nützen (1 240)
6. Schmalfeld (1 955)

Il capoluogo è Nützen.
(Tra parentesi i dati della popolazione al 31 dicembre 2021)